# Wiesław Magdzik
Wiesław Jan Magdzik (ur. 1 lutego 1932 w Warszawie, zm. 29 listopada 2015) – lekarz epidemiolog, prof. zw. dr hab. n. med, dyrektor Państwowego Zakładu Higieny (1981–1990).

## Życiorys
Absolwent Państwowego Gimnazjum i Liceum im. Stefana Batorego w Warszawie (1950). Studiował medycynę w Akademii Medycznej w Warszawie, w 1965 r. obronił pracę doktorską pt. Kontrolowane szczepienia przeciw durowi brzusznemu. Epidemiologiczna ocena porównywalności grup osób szczepionych różnymi szczepionkami pod opieką prof. Jana Kostrzewskiego, w 1971 r. habilitował się za pracę Epidemiologiczna ocena następstw wirusowego zapalenia wątroby. W 1982 r. uzyskał tytuł profesora nauk medycznych.
Pracował w Wojskowym Instytucie Higieny i Epidemiologii im. gen. Karola Kaczkowskiego, oraz był wiceprezesem Polskiego Towarzystwa Zdrowia Publicznego.
Został członkiem Komitetu Immunologii i Etiologii Zakażeń Człowieka PAN.

## Odznaczenia i wyróżnienia
- Brązowy Medal „Za zasługi dla obronności kraju”[3]
- Srebrny Medal „Za zasługi dla obronności kraju”[3]
- Złoty Medal „Za zasługi dla obronności kraju”[3]
- Order Rozdwojonej Igły WHO[3]
- Złoty Krzyż Zasługi[3]
- Krzyż Komandorski Orderu Odrodzenia Polski (1998)[5]
- Odznaka "Za Zasługi dla Kielecczyzny"[3]